# Мар'ян Ожеховський
Мар'ян Одон Ожеховський (пол. Marian Odon Orzechowski; 24 жовтня 1931, Радом — 29 червня 2020, Вроцлав) — польський політик, історик і політолог, ідеолог ПОРП, член партійно-державного керівництва ПНР. У 1980-х роках — член політбюро, секретар ЦК ПОРП, міністр закордонних справ ПНР. Активний учасник протиборства ПОРП з рухом «Солідарність» у 1980—1981 роках. З кінця 1980-х років — представник реформаторського спрямування у ПОРП, учасник Круглого столу, один з засновників Соціал-демократії Республіки Польща.

## Освіта та спеціалізація
Закінчив Вроцлавський університет, проходив також навчання у СРСР. У 1955 році пройшов стажування у Ленінградському держуніверситеті. У 1960 році захистив докторську дисертацію на факультеті філософії й історії Вроцлавського університету. Спеціалізувався на політичній історії, особливо Тешинської Сілезії.
У 1971—1975 роках — ректор Вроцлавського університету.

## Партійно-ідеологічна кар'єра
Ожеховський зробив кар'єру в ідеологічному апараті урядущої компартії. Вступив до ПОРП у 1955 році, з 1966 року — член ЦК. Дотримувався ортодоксально-комуністичних позицій. Займався історико-теоретичним журналом ЦК ПОРП «Z Pola Walki».

Як ідеологічний функціонер, у 1980—1981 роках брав активну участь у протиборстві ПОРП з рухом Солідарність, займав жорстку позицію щодо опозиційної профспілки:
Якщо противник не прислухається до сили аргументів, ми маємо використовувати аргументи нашої сили.
У жовтні 1981 року, напередодні силового зіткнення, Ожеховський обійняв посаду секретаря ЦК ПОРП з ідеології. Був ідеологом воєнно-партійного режиму, встановленого 13 грудня 1981 року. Секретарську посаду він залишив у 1983 році, під час скасування воєнного стану.
У 1984—1986 роках — ректор Академії суспільних наук при ЦК ПОРП. У 1985 році обійняв посаду міністра закордонних справ ПНР в уряді Збіґнєва Месснера, залишався на посаді до 1988 року. З 1986 року — член політбюро ЦК ПОРП, з 1988 року — знову секретар ЦК і голова ідеологічної комісії ЦК.

## Зміна курсу
З другої половини 1980-х років, на тлі перебудови у СРСР почав змінювати свій політичний імідж. Як і раніше позиціюючись як прихильник жорсткої лінії, він поступово дистанціювався від консервативного «партійного бетону» (цю групу у керівництві країни уособлював, зокрема, його попередник у МЗС Стефан Ольшовський), підтримував реформістські установки генерала Ярузельського. Восени 1988 року підтримав курс Ярузельського-Кіщака на компроміси з «Солідарністю».
На пленумі ЦК ПОРП, який відбувся у грудні 1988 року — січні 1989 року, рішуче виступив за переговори з опозицією, і цим зміцнив свої позиції в оточенні Ярузельського. Після усунення ортодоксу Тадеуша Порембського став партійним куратором системи освіти.
У лютому — квітні 1989 року брав участь у Круглому столі з опозицією. Відіграв помітну роль у досягненні домовленостей щодо політичних реформ — запровадження інституту президентства, легалізації «Солідарності», допущенні опозиції до «напіввільних» виборів. Мета керівництва ПОРП при цьому полягала у запобіганні масовим страйкам і поділу з опозицією відповідальності за непопулярні заходи у соціально-економічній політиці.
На альтернативних виборах у червні 1989 року Ожеховському, на відміну від багатьох інших представників керівництва ПОРП, вдалося обратися до сейму. Балотуючись від Кошалінського округу, він значно випередив представника консервативного крила партії Казімєжа Циприняка. Окрім іміджевого виграшу, Ожеховському допомогла відсутність його прізвища у «національному списку», затвердженого керівництвом ПОРП, який виборці піддали обструкції. Але загалом вибори продемонстрували масову підтримку «Солідарності» та відторгнення ПОРП.
У новій політичній ситуації подальше панування ПОРП стало неможливим, і наприкінці серпня було сформовано перший некомуністичний уряд ПНР на чолі з Тадеушем Мазовецьким. Ожеховський очолив депутатський клуб ПОРП, став останнім парламентським керівником в історії польської компартії. Він всіляко демонстрував розуміння нових умов і лояльність до нової влади.

## Відхід з політики
У січні 1990 XI з'їзд ПОРП ухвалив рішення про самоліквідацію партії. Ожеховський взяв активну участь у заснуванні Соціал-демократії Республіки Польща, створеної номенклатурними реформаторами на кадровій основі колишньої компартії. Деякий час був головним ідеологом «пост-ПОРП», виступав з соціал-демократичних позицій, але не користувався у суспільстві розумінням і довірою.
Його політичний вплив ґрунтувався на близькості до Ярузельського, тому відхід генерала спочатку від партійного керівництва, потім від політики взагалі послабив позиції прихильника. Поступово Ожеховський також залишив політику. Займався викладацькою діяльністю у Варшаві та Лодзі.

## Твори
- Szkice z dziejów Polonii wrocławskiej, Вроцлав, 1959.
- Ludność polska na Dolnym Śląsku w latach 1918—1939, Вроцлав, 1960.
- Narodowa demokracja na Górnym Śląsku (do 1918 roku), Вроцлав, 1965.
- Odra-Nysa Łużycka-Bałtyk w polskiej myśli politycznej okresu drugiej wojny światowej, Вроцлав, 1969.
- Rewolucja, socjalizm, tradycje, Варшава, 1978.
- Naród, ojczyzna, państwo w myśli politycznej Juliana Bruno-Brunowicza, Варшава, 1980.
- Spór o marksistowską teorię rewolucji, Варшава, 1984.